# 산양초등학교 의산분교
산양초등학교 의산분교는 경상북도 문경시 산양면 의산길 20-6 (위만리)에 있었던 초등학교 분교이다.

## 연혁
- 1953년 4월 3일 금동국민학교 위만분교장 인가
- 1954년 11월 10일 의산국민학교 개교
- 1985년 9월 1일 병설유치원 개원
- 1996년 3월 1일 의산초등학교로 개칭
- 1997년 2월 17일 제39회 졸업(총 1262명)
- 1997년 3월 1일 산양초등학교 의산분교
- 1999년 9월 1일 본교로 통폐합